# Beaurepaire, Vendée

Beaurepaire este o comună în departamentul Vendée, Franța. În 2009 avea o populație de 2,153 de locuitori.